# Nevlya Peak
Der Nevlya Peak (englisch; bulgarisch връх Невля wrach Newlja) ist ein 390 m hoher Berg auf Greenwich Island im Archipel der Südlichen Shetlandinseln. Er ragt 0,6 km westlich des Terter Peak und 1,15 km ostsüdöstlich des Oborishte Ridge in den Breznik Heights auf. Der Wulfila-Gletscher liegt westlich und südlich von ihm.
Bulgarische Wissenschaftler kartierten ihn im Zuge von Vermessungen der Tangra Mountains auf der benachbarten Livingston-Insel zwischen 2004 und 2005. Die bulgarische Kommission für Antarktische Geographische Namen benannte ihn 2009 nach der Ortschaft Dolna Newlja im Westen Bulgariens.